# Yazid Kaïssi
Yazid Kaïssi (16 de maio de 1981) é um futebolista profissional franco-marroquino que atua como defensor.

## Carreira
Yazid Kaïssi representou a Seleção Marroquina de Futebol nas Olimpíadas de 2004.